# 린코웅
카시우 지 소우자 소아리스(Cássio de Souza Soares, 1979년 1월 22일, 브라질 벨루오리존치 ~ ) 또는 린코웅은 브라질의 전 축구 선수이다. 현역 시절 포지션은 미드필더였다. 프리킥을 잘 차기로 유명한 선수이기도 하다. 최근 축구외 문제가 있어 팀과 불화가 있던 것으로 보인다. 하지만 2012년에 자국 축구클럽 쿠리치바에 계약을 해서 3년 만에 그라운드에 복귀하였다.